# Tinca (Bihor)
Tinca (Hongaars: Tenke) is een gemeente in het district Bihor in Roemenië.
De gemeente bestaat uit de volgende dorpen:
- Belfir (Bélfenyér)
- Gurbediu (Tenkegörbed)
- Girișu Negru (Feketegyörös)
- Râpa (Körösmart)
- Tinca (Tenke)

## Demografie
In 2011 had de gemeente 7793 inwoners, 4662 Roemenen, 1174 Hongaren (16,8%) en 1163 Roma (16,6%). De Hongaren wonen zowel in de hoofdplaats Tinca (759 Hongaarstaligen, 18,7% van de bevolking) als in het dorpje Belfir (Bélfenyér) waar ze met 363 van de 643 inwoners de meerderheid van de bevolking vormen (60%).